# Пещерный жемчуг

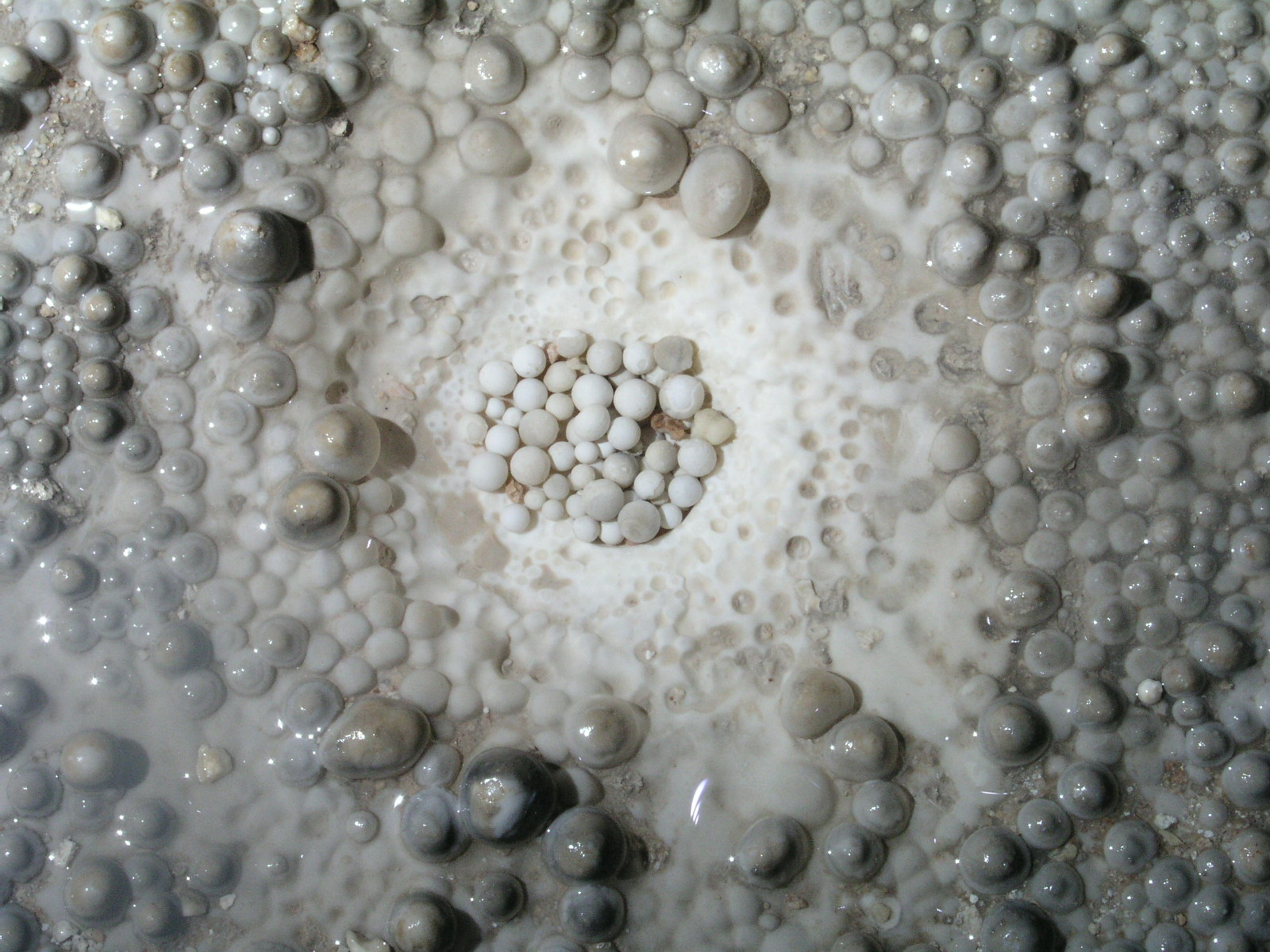
Пещерный жемчуг в Карлсбадских пещерах, Нью-Мексико, США.

Пещерный жемчуг — один из типов натёчных образований в карстовых пещерах. Представляет собой шарики кальцита, которые образуются медленной кристаллизацией карбоната кальция из раствора на зародыше (песчинка) при постоянном вращении шариков. Механизм образования подобен росту настоящих жемчужин в моллюсках. Как правило, пещерный жемчуг образуется в углублениях на дне пещер, под постоянной капелью. Падающие с достаточной высоты капли, насыщенные растворённым карбонатом кальция, переворачивают жемчужины, не давая им «прирасти» к основанию, и поставляют материал для кристаллизации.
В Европе, Азии, Америке пещерный жемчуг встречается во многих карстовых пещерах в известняках, в частности в Сибири, на Урале и Кавказе. Однако поскольку он формируется и накапливается в углублениях на дне пещер, эти созданные природой «клады» часто подвергаются разграблению со стороны посетителей подземных залов или жемчужины оказываются затоптанными ими.